# Puccinellia
Puccinellia és un gènere de plantes de la família de les poàcies, ordre de les poals, subclasse de les commelínides, classe de les liliòpsides, divisió dels magnoliofitins.

## Taxonomia
- Puccinellia distans (jacq.) Parl.
- Puccinellia fasciculata (Torrey) Bicknell
- Puccinellia howellii J. I. Davis
- Puccinellia maritima (Hudson) Parl.
- Puccinellia palustris (Seenus) Podp.

(vegeu-ne una relació més exhaustiva a Wikispecies)

## Sinònim
Atropis (Trin.) Griseb.